# Boom XB-1
O Boom XB-1 "Baby Boom" é um demonstrador supersônico trijato em escala de um terço projetado pela Boom Technology como parte do desenvolvimento do avião de transporte supersônico Boom Overture. Movido por três motores General Electric J85, foi inicialmente projetado para manter uma velocidade de Mach 2,2, com mais de 1 900 km de alcance; porém, o demonstrador foi testado apenas até Mach 1,1 e nunca realizou voos de longo alcance. O XB-1 iniciou testes de taxiamento em dezembro de 2022 e realizou seu voo inaugural em 22 de março de 2024. A aeronave realizou seu primeiro voo supersônico em 28 de janeiro de 2025, tornando-se o primeiro jato desenvolvido por uma empresa privada a atingir essa marca. Ele fez um segundo voo supersônico em 10 de fevereiro de 2025, após o qual foi retirada de operação.

## Desenvolvimento
O design foi revelado no Aeroporto Centennial em Dove Valley, perto de Denver, Colorado, em 15 de novembro de 2016, e inicialmente estava previsto que fizesse seu primeiro voo subsônico no final de 2017, propulsionado por motores turbojato General Electric CJ610 (versão civil do J85 da General Eletronic — GE), com um teste de voo supersônico subsequente planejado para outro local.
Em abril de 2017, foi garantido financiamento suficiente para a sua construção e operação. A revisão preliminar do design foi concluída em junho de 2017, com a substituição do motor pelo GE J85, para aproveitar seu empuxo adicional. Previa-se que os testes de voo começariam no final de 2018. Em 2017, a longarina da asa, feita de material compósito, foi testada sob carga enquanto era aquecida em uma plataforma de testes hidráulica a 150 °C, acima da temperatura operacional de absorção de calor. O primeiro voo supersônico, inicialmente esperado para antes, foi adiado para 2019.
Em julho de 2018, o design aerodinâmico foi concluído, a cauda horizontal foi montada e os motores foram recebidos. A Spaceship Co., fabricante dos veículos da Virgin Galactic, foi anunciada como parceira para testes de voo em Mojave, Califórnia. Os testes de voo foram novamente adiados para 2019 devido a desafios aerodinâmicos e uma nova mudança de motor; do J85-21 de 16 kN (3 500 lbf) para o J85-15 de 19 kN (4 300 lbf).
O design do XB-1 passou por três séries de testes em túnel de vento. A primeiro indicou que a calibração prevista estava errada em 30%. A segunda série confirmou a calibração correta, e a terceira validou a segurança do projeto. Os testes em túnel foram concluídos em novembro de 2018, incluindo simulações de decolagem e pouso com a análise do impacto das portas do trem de pouso na estabilidade, além de testes da entrada de ar supersônica. Testes como esses levaram uma década no Concorde. A laminação de fibra de carbono das metades da fuselagem estava programada para começar no início de 2019, visando a montagem final da fuselagem dianteira no começo de março. Com o investimento total chegando a 200 milhões de dólares, a Boom estava financiada para os testes de voo do XB-1 até o fim de 2020. No Show Aéreo de Paris de junho de 2019, Blake Scholl anunciou que a data do primeiro voo havia sido adiada para 2020 — seis meses após o planejado — devido à inclusão de um sistema de aumento de estabilidade para melhorar a segurança em altas velocidades, bem como durante a decolagem e o pouso.
Em fevereiro de 2020, com a conclusão do segundo simulador da Boom, começaram os testes dos controles de voo e da integração de sistemas do XB-1. Os testes de carga estática das asas foram realizados em março de 2020, e as asas foram acopladas à fuselagem em abril, com a fuselagem traseira quase concluída em maio. Os motores e o trem de pouso foram instalados em setembro de 2020.

### Testes
Em 7 de outubro de 2020, a Boom apresentou oficialmente o XB-1 em um evento promocional, anunciando que o voo inaugural era esperado para 2021. No início de 2021, no entanto, os testes de voo passaram a ser previstos para, no mínimo, setembro de 2022. Em 26 de julho de 2021, a Boom começou a testar e avaliar um sistema de visão prospectiva (FLVS — Forward-Looking Vision System) como parte dos preparativos para os testes de voo do XB-1.
Em janeiro de 2022, a Boom iniciou os testes de acionamento dos motores no XB-1 como preparação para os testes de taxiamento e o primeiro voo, no final de 2022.  Em maio de 2022, os testes em solo com a aeronave em posição fixa foram concluídos, com acionamento realizado nos três motores. O trem de pouso e os sistemas de voo foram testados e considerados prontos. Os testes de taxiamento e os voos propriamente ditos eram esperados para o final de 2022. No entanto, novos atrasos, registrados até fevereiro de 2023, adiaram a previsão do primeiro voo para meados de 2023.
Em agosto de 2023, a aeronave recebeu sua certificação experimental de aeronavegabilidade da Administração Federal de Aviação (FAA, na sigla em inglês). Em novembro de 2023, foram realizados testes de taxiamento em velocidade média, durante os quais a aeronave atingiu uma velocidade máxima de 94 nós (aproximadamente 174 km/h). Após esses testes, a Boom decidiu adiar o primeiro voo de teste para o início de 2024, a fim de implementar melhorias de segurança. As três melhorias identificadas foram a atualização do trem de pouso para aumentar a confiabilidade, a otimização das entradas de ar dos motores para melhor resistência ao estol e o ajuste dos amortecedores da aeronave para melhor estabilidade e controle.
O XB-1 realizou seu primeiro voo de teste em 22 de março de 2024, pilotado pelo piloto-chefe de testes Bill Shoemaker, a partir do Porto Espacial e Aéreo de Mojave.
Em 16 de abril de 2024, a FAA emitiu uma licença especial para o XB-1 ultrapassar a Mach 1 no próximo Black Mountain Supersonic Corridor — uma área no deserto da Califórnia destinada a voos supersônicos. Voos de teste para Mach 1,1, 1,2 e 1,3 foram planejados para o final de 2024.
Em 26 de agosto de 2024, o XB-1 decolou de Mojave, Califórnia, para seu segundo voo de teste, pilotado pelo piloto-chefe de testes Tristan Brandenburg.
Em 28 de janeiro de 2025, o XB-1 realizou seu primeiro voo de teste supersônico a partir do Porto Espacial e Aéreo de Mojave, pilotado pelo piloto-chefe de testes Tristan Brandenburg. Ele atingiu a velocidade supersônica três vezes, atingindo uma velocidade máxima de Mach 1,1, tornando-se a primeira aeronave a jato privada a realizar tal feito. O XB-1 realizou seu segundo voo supersônico e último voo de teste planejado em 10 de fevereiro de 2025, concluindo o programa de testes. A empresa disse que o XB-1 atingiu o voo supersônico sem gerar um estrondo sônico audível que atingisse o solo após aprimorar seus modelos de estrondo sônico e melhorar algoritmos para prever condições de corte de Mach.
A aeronave está planejada para ser colocada em exposição no saguão da sede da Boom Technology em Denver, Colorado, após a conclusão de seu programa de testes.

## Design

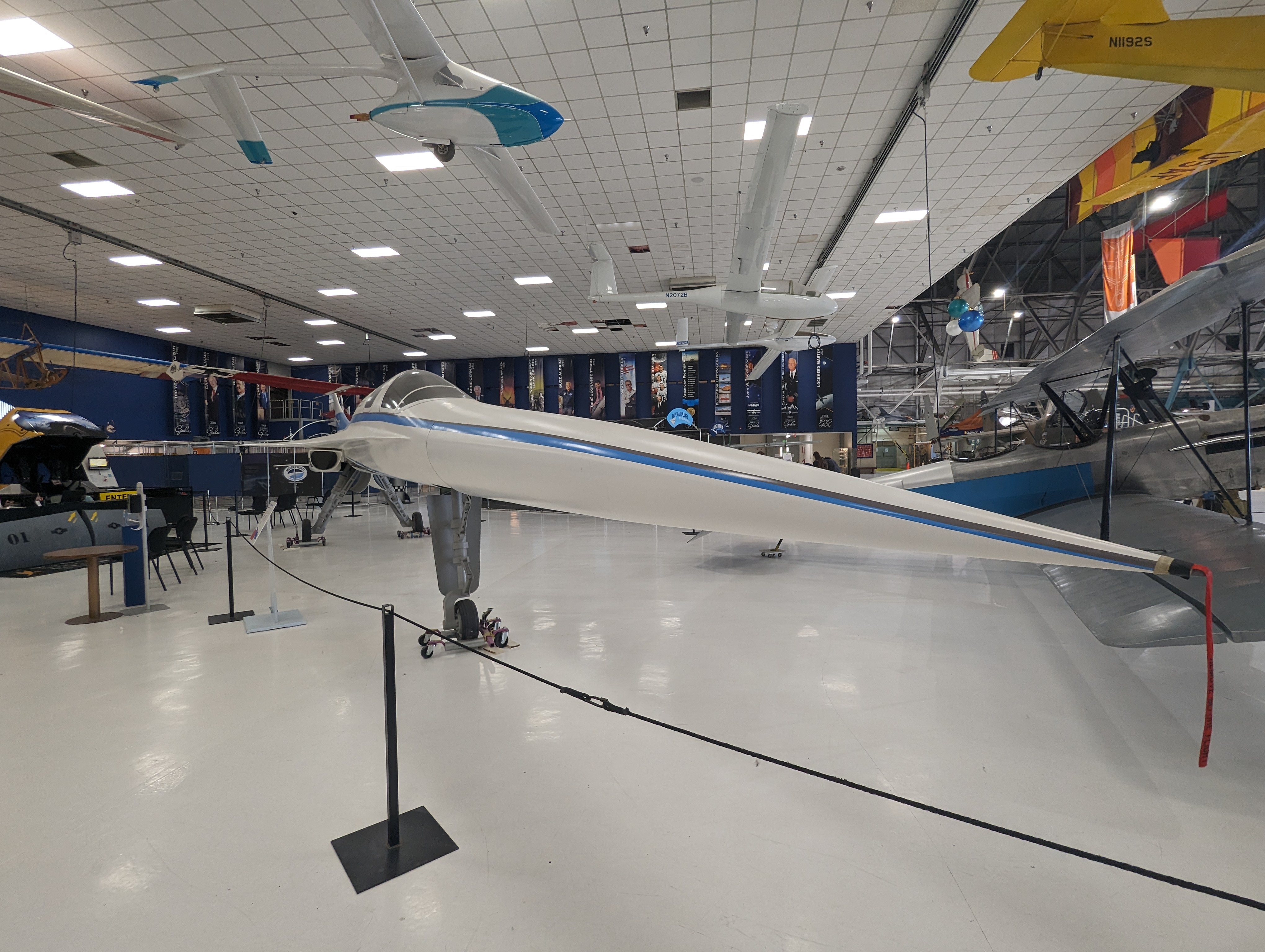
Um modelo não voador do XB-1 no Wings Over the Rockies Air and Space Museum

O XB-1 "Baby Boom" tem 21 metros de comprimento, com uma envergadura de 5,2 metros e um peso máximo de decolagem de 6 100 kg. Equipado com três motores General Electric J85 com entradas e saídas de escape de geometria variável, o protótipo deve ser capaz de sustentar Mach 2,2 com mais de 1 900 km de alcance. Como demonstrador de tecnologia para o Boom Overture, a configuração trijato do XB-1 correspondia à do Overture. Em 2022, o Overture foi redesenhado para uma configuração quadrijato.[carece de fontes?]  O XB-1 mantém a configuração original trijato.
O XB-1 possui uma cabine planejada para dois tripulantes, com apenas um assento completamente desenvolvido no demonstrador, e apresenta bordos de fuga anguladas. Para o controle térmico, o environmental control system (ECS; sistema de controle ambiental em português) usa o combustível como dissipador de calor para absorver o calor da cabine. O espaço destinado ao segundo assento é ocupado por equipamentos de teste.

### Materiais
O XB-1 é construído com compósitos leves, titânio e aço inoxidável. Os materiais para os bordos de ataque e nariz, que atingem 153°C, assim como os materiais epóxi para as partes mais frias, são fornecidos pela TenCate Advanced Composites, que também fornece materiais de alta temperatura para o SpaceX Falcon 9. A estrutura da aeronave será principalmente de fibra de carbono/epóxi de módulo intermediário com fibras de módulo de elasticidade alto para as capas das longarinas das asas e pré-impregnado de bismaleimida para os bordos de ataque de alta temperatura e nervuras. A seção traseira da fuselagem, que contém os motores, é feita de 90% titânio e 10% de ligas de aço inoxidável A286.

## Especificações (preliminares)
Fonte: Boom Supersonic, Aviation Week

### Características gerais
- Tripulação: 1 (o projeto permite um segundo assento)
- Comprimento: 19,1 metros (63 pés)
- Envergadura: 6,4 metros (21 pés)
- Altura: 5,2 metros (17 pés)
- Peso máximo de decolagem: 6 123 kg
- Motor: 3 × GE J85-15 turbojato com pós-combustão, 13,01 kn (1,505 lbf) de empuxo cada a seco, 19 kn (2,197 lbf) com pós-combustão

Performance
- Velocidade máxima: Mach 2,2
- Alcance: 1 900 km (1 200 milhas, 1 000 milhas náuticas)